# Capilano (ancienne circonscription fédérale)
Pour les articles homonymes, voir Capilano.
Capilano est une ancienne circonscription électorale fédérale de la Colombie-Britannique, représentée de 1968 à 1988.
Créée en 1966 d'une partie de Coast—Capilano, la circonscription de Capilano est abolie en 1987, redistribuée parmi Capilano—Howe Sound et North Vancouver.

## Géographie
En 1966, la circonscription de Capilano comprenait :
- un territoire délimité par le chemin Fromme, la limite nord de North Vancouver, la limite nord de West Vancouver, le chenal de la Reine-Charlotte, les îles Bowen et Hutt, le chenal Collingwood, l'anse Burrard, l'angle nord-ouest de la cité de Vancouver, les ruisseaux Lynn et Hastings, la promenade Arborlynn et la 20e rue.

En 1976, une partie de la circonscription Capilano est joint à une partie de Burnaby—Seymour pour créer la circonscription de North Vancouver—Burnaby.

## Députés
1. 1968-1974 — Jack Davis, PLC
2. 1974-1984 — Arthur Ronald Huntington, PC
3. 1984-1988 — Mary Collins, PC

- PC = Parti progressiste-conservateur
- PLC = Parti libéral du Canada